# Chuồn chuồn cánh trơn Việt Nam
Chuồn chuồn cánh trơn Việt Nam (danh pháp: Cryptophaea vietnamensis là loài chuồn chuồn trong họ Euphaeidae (Epallagidae). Loài này được van Tol & Rozendaal miêu tả khoa học đầu tiên năm 1995.